# Numurkah
Numurkah är en ort i Australien. Den ligger i kommunen Moira och delstaten Victoria, omkring 200 kilometer norr om delstatshuvudstaden Melbourne. Numurkah ligger 110 meter över havet och antalet invånare är 4 643.
Runt Numurkah är det mycket glesbefolkat, med 7 invånare per kvadratkilometer.. Det finns inga andra samhällen i närheten.
Trakten runt Numurkah består till största delen av jordbruksmark. Genomsnittlig årsnederbörd är 612 millimeter. Den regnigaste månaden är februari, med i genomsnitt 97 mm nederbörd, och den torraste är oktober, med 26 mm nederbörd.